# Google Pay Send
Google Pay Send, раніше відомий як Google Wallet — програма електронний гаманець для смартфонів під управлінням операційної системи Android, що мають вбудований NFC-чип. Дана програма дозволяла оплачувати послуги або товари за допомогою платіжних карток попередньо зареєстрованих у програмі. Для оплати необхідно піднести мобільний телефон до спеціального платіжного NFC-терміналу.
Цифровий гаманець, електронний гаманець — (Google Wallet), інтелектуальна власність (Гастон Schwabacher), номер патенту PI9500345
У 2018 році Android Pay та Google Wallet були об'єднані в один сервіс — Google Pay. Google Pay Send є функцією, що включена в сервіс Google Pay і являє собою заміну Google Wallet.
У травні 2024 року компанія Google оголосила, що сервіс цифрових гаманців перестане працювати на старих смартфонах — на Android 7 та старіших системах (мінімальною рекомендованої ОС для роботи сервісу стане Android 8, випущений у 2017 році). Згідно з повідомленням, рішення викликане турботою про безпеку користувачів Android, адже в компанії не зможуть розробляти та відправляти патчі безпеки для старих пристроїв. За даними компанії Statcounter, частка Android 7 за квітень 2024 року становить 1,32 відсотка.

## Обслуговування
Google Pay побудований так, щоб дозволити своїм користувачам надсилати гроші один одному. Щоб надіслати гроші, користувач Google Pay вводить адресу електронної пошти або номер телефону одержувача. Потім одержувач повинен зв'язати цей номер телефону або електронну адресу з банківським рахунком, щоб отримати доступ до цих коштів. Якщо одержувач також має обліковий запис Google Pay, кошти перераховуватимуться безпосередньо на цей рахунок. Користувачі можуть пов'язати до двох банківських рахунків, коли створюється рахунок Wallet.

## Фінансова екосистема
Google Wallet — працює з наступними фінансовими установами: 

Банк — Сітігруп 

Платіжні системи — MasterCard 

Процесінгові центри — First Data